# Lutomia (gromada)
Lutomia – dawna gromada, czyli najmniejsza jednostka podziału terytorialnego Polskiej Rzeczypospolitej Ludowej w latach 1954–1972.
Gromady, z gromadzkimi radami narodowymi (GRN) jako organami władzy najniższego stopnia na wsi, funkcjonowały od reformy reorganizującej administrację wiejską przeprowadzonej jesienią 1954 do momentu ich zniesienia z dniem 1 stycznia 1973, tym samym wypierając organizację gminną w latach 1954–1972.
Gromadę Lutomia z siedzibą GRN w Lutomii (obecnie są to wsie Lutomia Górna, Lutomia Dolna i Mała Lutomia) utworzono – jako jedną z 8759 gromad na obszarze Polski – w powiecie świdnickim w woj. wrocławskim, na mocy uchwały nr 28/54 WRN we Wrocławiu z dnia 2 października 1954. W skład jednostki weszły obszary dotychczasowych gromad Lutomia i Bojanice ze zniesionej gminy Bojanice w tymże powiecie. Dla gromady ustalono 22 członków gromadzkiej rady narodowej.
1 lipca 1968 do gromady Lutomia włączono wsie Burkatów, Opoczka, Lubachów i Bystrzyca Górna ze zniesionej gromady Bystrzyca Górna oraz wsie Makowice i Wieruszów ze zniesionej gromady Grodziszcze w tymże powiecie.
Gromada przetrwała do końca 1972 roku, czyli do kolejnej reformy gminnej. 1 stycznia 1973 powiecie świdnickim utworzono gminę Lutomia (zniesioną ponownie 2 lipca 1976).